# Andrej Tavželj
Andrej Tavželj (Jesenice, 14 marzo 1984) è un hockeista su ghiaccio sloveno.

## Palmarès
- Campionato sloveno: 4

Olimpija: 2006-2007, 2015-2016
Jesenice: 2017-2018, 2020-2021
- Campionato francese: 1

Rouen: 2012-2013
- Vysšaja Chokkejnaja Liga: 1

Toros: 2014-2015
- Coppa di lega francese: 2

Rouen: 2012-2013, 2013-2014
- Coppa di Slovenia: 2

Olimpija: 2015-2016
HDD Jesenice: 2017-2018